# Phaedrotoma zurucuchuensis
Phaedrotoma zurucuchuensis är en stekelart som först beskrevs av Fischer 1965.  Phaedrotoma zurucuchuensis ingår i släktet Phaedrotoma och familjen bracksteklar. Inga underarter finns listade i Catalogue of Life.